# Lussemburgo ai Giochi della II Olimpiade
Il Lussemburgo partecipò ai Giochi olimpici di Parigi dal 14 maggio al 28 ottobre 1900. L'unico atleta lussemburghese fu Michel Théato che conquistò la medaglia d'oro nella maratona. Ciononostante il CIO accreditata la medaglia alla Francia, dato che la vera nazionalità di Théato fu scoperta solo nel XX secolo.

## Atletica leggera
| Evento   | Pos. | Atleta        | Finale    |
| -------- | ---- | ------------- | --------- |
|          |      |               |           |
| Maratona | 1°   | Michel Théato | 2:59:45.0 |
|          |      |               |           |